# Nederlands dakpannenmuseum
Het Nederlands dakpannenmuseum was tot 1 november 2020 gevestigd in de voormalige Hervormde kerk in het Gelderse Alem aan de Sint-Odradastraat. De aanduiding dakpannenmuseum wordt in de media gebruikt; de website gebruikt voornamelijk de naam Dakpannencollectie Mombers. In het kerkje was de Stichting Nederlands Dakpannenmuseum en Dakpannen Documentatie Centrum gevestigd, maar de collectie is de privéverzameling van Huub Mombers, die werkzaam is geweest bij Monumentenzorg en in 1983 met zijn verzameling begon.
Per 1 november 2020 werd de collectie overgedragen aan Vereniging Erfgoed Arsenaal Drenthe en deels naar Duitsland.
Het in 2005 geopende museum toonde dakpannen en gerelateerde voorwerpen van omstreeks 1300 tot tegenwoordig, waaronder vele uit het buitenland. Er waren allerlei bijzondere en decoratieve dakpannen te vinden, zoals geglazuurde, glazen en gietijzeren exemplaren. Verder waren er rietvorsten en andere keramische dakelementen te vinden en schoorsteenpotten, dakdekkersgerei en voorwerpen uit de dakpanindustrie. In totaal waren ongeveer 3000 verschillende objecten aanwezig.